# NGC 1450
NGC 1450 è una vasta e lontana galassia lenticolare (o ellittica) situata nella costellazione dell'Eridano, a una distanza di circa 526 milioni di anni luce dalla nostra Via Lattea.

## Scoperta
La galassia è stata scoperta il 12 ottobre 1886 dall'astronomo statunitense Lewis Swift.